# Tanglad
Tanglad is een bestuurslaag in het regentschap Klungkung van de provincie Bali, Indonesië. Tanglad telt 1800 inwoners (volkstelling 2010).